# Rê-Horakhty
Rê-Horakhty (Rê (qui est l') Horus de l'Horizon) est un dieu égyptien du soleil. C'est la manifestation du soleil entre sa renaissance matinale — représentée par Khépri — et sa disparition vespérale — représentée par Atoum.
Plus qu'une véritable déité composite, c'est un titre, une manifestation, de la divinité solaire. Il est la réunion d'Horakhty, l'une des formes d'Horus liée au soleil levant, et de Rê.
Il est représenté en tant que Rê à midi, c'est-à-dire lors de sa gloire terrestre. Le dieu est personnifié en homme à tête de faucon surmonté du disque solaire. C'est la forme la plus répandue du dieu Rê.